# Radini
Radini è un paesino di 112 abitanti nel comune di Verteneglio, in Istria.

## Monumenti e luoghi d'interesse
- La chiesa della Madonna di Lourdes è la chiesa più grande del paese. Sull'entrata c'è la scritta in italiano "Io sono l'immacolata concezione" e sopra al campanile c'è una statua raffigurante la Madonna. La chiesa fu costruita nel 1922 e fu consacrata nel 1929. Il campanile, alto 12 metri fu innalzato nel 1936.

## Storia
Nell'XI secolo si insediarono nella zona i veneti, provenienti dalla Repubblica di Venezia e nel XVI e XVII secolo dalla Dalmazia si insediarono diverse famiglie contadine. Fece parte della Serenissima Repubblica di Venezia e poi dell'Impero austro-ungarico . Nel XIX secolo Radini entrò a far parte del Regno d'Italia, controllato da Napoleone Bonaparte, per poi tornare sotto il dominio asburgico.
Dopo il trattato di Rapallo il paesino entrò a far parte dell'Italia, periodo nel quale Radini conobbe il suo massimo sviluppo sia demograficamente che economicamente. Dopo la seconda guerra mondiale passò sotto il Territorio Libero di Trieste. Dopo il 1954 entrò a far parte della Jugoslavia. Dopo il 1991, entrò a far parte della neo-costituita  Repubblica croata, della quale oggigiorno fa ancora parte.

## Società

### Etnie
|            |            |  |        |        |
| ---------- | ---------- |  | ------ | ------ |
| Italiani   | Italiani   |  | 39,21% | 39,21% |
| Croati     | Croati     |  | 11,76% | 11,76% |
| Bosgnacchi | Bosgnacchi |  | 6,86%  | 6,86%  |
| Jugoslavi  | Jugoslavi  |  | 4,90%  | 4,90%  |
| Serbi      | Serbi      |  | 4,90%  | 4,90%  |
| Sloveni    | Sloveni    |  | 1,96%  | 1,96%  |
| Macedoni   | Macedoni   |  | 0,98%  | 0,98%  |
| Istriani   | Istriani   |  | 27,45% | 27,45% |

### Evoluzione demografica
| 1880 | 1890 | 1900 | 1910 | 1948 | 1953 | 1961 | 1971 | 1981 | 1991 | 2001 | 2011 |
| 107  | 127  | 126  | 152  | 212  | 153  | 151  | 120  | 95   | 102  | 111  | 112  |